# El globo blanco
El globo blanco (en persa: بادکنک سفيد, Badkonake sefid) es el largometraje debut del director iraní Jafar Panahi, con un guion del también director y guionista iraní Abbas Kiarostami. Recibió buenas críticas y ganó numerosos premios en varios festivales de cine, incluyendo el premio de la Cámara de Oro del Festival de Cannes de 1995. El diario británico The Guardian eligió esta película entre las 50 mejores películas familiares de todos los tiempos, y se encuentra en la posición 40 de la lista de las 50 películas que deberías ver a los 14 años del British Film Institute.
La película fue seleccionada para ser inscrita como candidata al Óscar a la mejor película extranjera en la 68 entrega de los Premios Óscar, pero no fue aceptada por la Academia.

## Sinopsis
Es la víspera del año nuevo iraní. La película comienza en el mercado de Teherán, donde Razié, una niña de siete años de edad, y su madre están de compras. Razié ve un pez dorado en una tienda y empieza a fastidiar a su apurada madre para comprarlo para las festividades, en lugar de los flacuchos peces en el estanque de la casa de su familia. Casi todos los personajes principales de la película aparecen brevemente en la escena del mercado, aunque no serán introducidos hasta después. Camino a casa, madre e hija pasan por un patio donde una multitud de hombres se hallan reunidos observando a dos encantadores de serpientes. Razié quiere ver qué está pasando, pero su madre la aparta empujándola y le dice que no es bueno que ella vea este tipo de cosas.
Una vez en casa, Razié está molesta porque su madre no la dejó comprar un nuevo pez dorado, pero continúa fastidiando. Su hermano mayor, Alí, regresa de hacer un mandado a la tienda para su padre, quien no es visible, pero tiene una presencia que causa tensión en la familia. El padre se queja porque Alí trajo jabón en lugar de champú y luego le lanza el jabón. Alí sale para comprar el champú y cuando regresa, Razié le pide ayuda para hacer cambiar de parecer a su madre sobre el pez dorado, sobornándolo con un globo e insistiendo en que ella puede comprar el pez en el mercado por cien tomanes. "¿Estás loca?", le dice Alí, diciendo que él puede ver dos películas con ese dinero. El deseo de Razié se cumple finalmente, su madre le da el último billete de 500 tomanes y le pide traer el cambio. Razié sale con una jarra de vidrio vacía hacia la tienda, que está a unas pocas cuadras. 
Entre su casa y la tienda de peces, Razié pierde el dinero dos veces, primero en un encuentro con el encantador de serpientes y después al dejarlo caer a través de la rejilla de la entrada de una tienda que ha sido cerrada por la celebración del año nuevo.     
Razié y Alí hacen muchos intentos para recuperar el dinero y reciben asistencia de mucha gente, incluyendo los propietarios de las tiendas cercanas y de un soldado iraní, aunque nunca consiguen alcanzarlo. Finalmente, los hermanos reciben ayuda de un joven vendedor de globos callejero afagano. Éste lleva tres sus globos en un palo de madera, uno blanco, uno azul y uno rojo. Ante la necesidad de conseguir un elemento pegajoso para capturar el billete, el vendedor de globos se va un rato y vuelve con una goma de mascar y solamente un globo, el blanco. Así que pegan goma de mascar a un extremo del palo y con éste logran alcanzar y recuperar el dinero.     
La película termina, no con Alí y Razié, sino con el joven afagano, quien se convierte en un ícono al final de la película.

## Reparto
| Actor                   | Personaje                        |
| ----------------------- | -------------------------------- |
| Aida Mohammadkhani      | Razié                            |
| Mohsen Kafili           | Alí                              |
| Fereshteh Sadre Orafaiy | Madre                            |
| Anna Borkowska          | Señora                           |
| Mohammad Shahani        | Soldado                          |
| Mohammed Bakhtiar       | Sastre                           |
| Aliasghar Smadi         | Vendedor de globos               |
| Hamidreza Tahery        | Reza                             |
| Asghar Barzegar         | Gerente de la tienda de mascotas |
| Hasan Neamatolahi       | Encantador de serpientes         |
| BosnAlí Bahary          | Encantador de serpientes         |
| Mohammadreza Baryar     | Cliente de la tienda del sastre  |
| Shaker Hayely           | Asistente del sastre             |
| Homayoon Rokani         | Bailarín callejero               |
| Mohammad Farakani       | Cuidador de la tienda            |

## Estrenos
| País            | Fecha                   | Lugar                                          |
| --------------- | ----------------------- | ---------------------------------------------- |
| Canadá          | 9 de septiembre de 1995 | Festival Internacional de Cine de Toronto      |
| España          | 27 de noviembre de 1995 | - — -                                          |
| Francia         | 6 de diciembre de 1995  | - — -                                          |
| UK              | 29 de diciembre de 1995 | - — -                                          |
| EUA             | 24 de enero de 1996     | Ciudad de Nueva York                           |
| Suecia          | 9 de febrero de 1996    | - — -                                          |
| Grecia          | 22 de marzo de 1996     | - — -                                          |
| Países Bajos    | 2 de mayo de 1996       | - — -                                          |
| Australia       | 29 de agosto de 1996    | - — -                                          |
| Noruega         | 27 de junio de 1997     | - — -                                          |
| Corea del Sur   | 19 de junio de 1999     | - — -                                          |
| Argentina       | 7 de septiembre de 2000 | - — -                                          |
| República Checa | 12 de julio de 2001     | Festival Internacional de Cine de Karlovy Vary |
| Malasia         | 16 de agosto de 2001    | - — -                                          |

## Premios y nominaciones
- Premio de la Cámara de Oro, Festival de Cannes de 1995.
- Premio de Oro, Festival Internacional de Cine de Tokio de 1995.
- Mejor Película Internacional, Festival Internacional de Cine de Cinéfest Sudbury de 1995.
- Premio Internacional del Jurado, Muestra Internacional de Cine de São Paulo de 1995.